# Михайловская церковь (Мостище)
Михайловская церковь — православный храм и памятник архитектуры национального значения в Мостище.

## История
Постановлением Кабинета Министров УССР от 06.09.1979 № 442 «Про дополнение списка памятников градостроения и архитектуры Украинской ССР, которые находятся под охраной государства» («Про доповнення списку пам'яток містобудування і архітектури Української РСР, що перебувають під охороною держави») присвоен статус памятник архитектуры национального значения с охранным № 1776 под названием Михайловская церковь, колокольня и ограждением с башнями.
Установлена информационная доска.

## Описание
Комплекс Михайловской церкви — пример архитектуры зрелого классицизма в Украине конца XVIII века. Комплекс включает Михайловский храм, окружённый каменным ограждением с колокольней и башнями. Сохранился в исконном виде, кроме ограждения, которое имеется только с двух (западной и южной) сторон, в углу располагается башня.
Сооружена в период 1782-1796 годы над рекой Трубеж.
Кирпичная, оштукатуренная, крестообразная в плане церковь с небольшой апсидой и угловыми камерами во всю высоту, одноглавая. Храм венчает полусферический купол на круглом барабане, четыре малые декоративные главки над угловыми камерами. Фасады по центру имеют небольшие ризалиты со сложными (четыре спаренные колоны поддерживают арку) дорического ордера портиками с треугольными фронтонами. К одному из портиков примыкает полукруглая с полуколоннами апсида (ниша), где размещается алтарь. Ко входу западного портала ведёт лестница. В северной и южной угловых камерах расположены лестницы на хоры. Фасады угловых камер украшены рустом и нишами, весь храм — карнизами, в верхняя линия, фронтон и барабан карнизами с ордерными сухариками. В интерьере подбарабанного кольца сохранилась роспись.
Колокольня расположена у церкви в комплексе с ограждением. Представляет собой двухъярусную колокольню — меньший четверик на большем четверике — где второй ярус звонов, несущий купол. Украшена пилястрами по углам, карнизами и наличниками.
Церковь была передана религиозной общине.

## Галерея

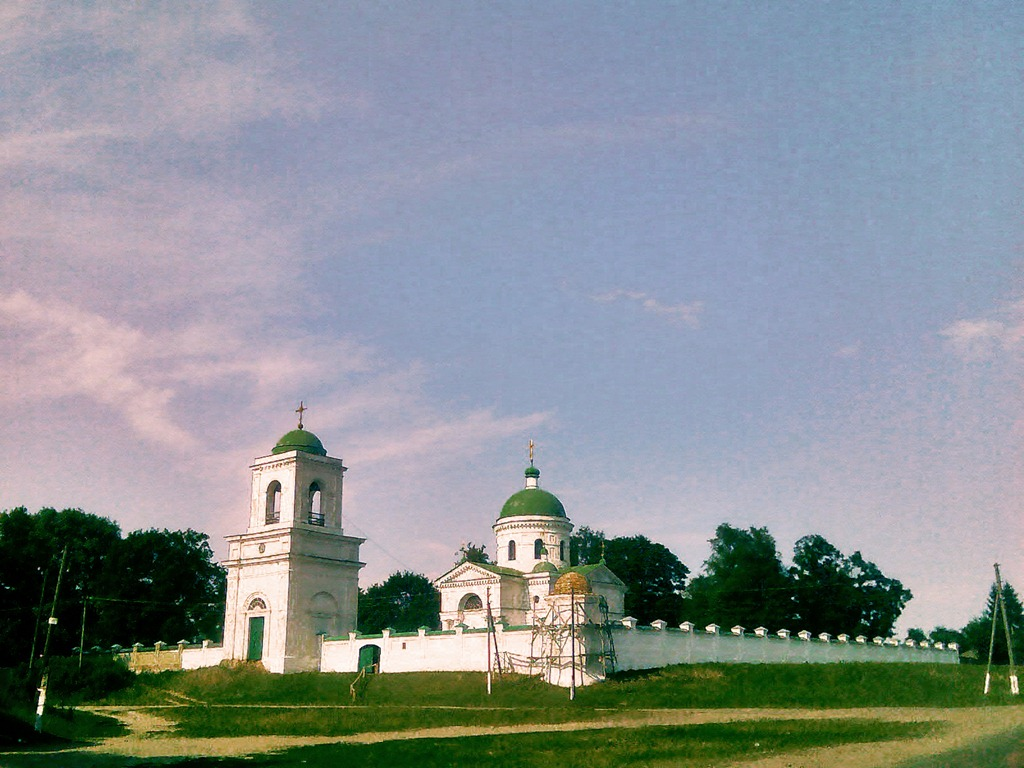
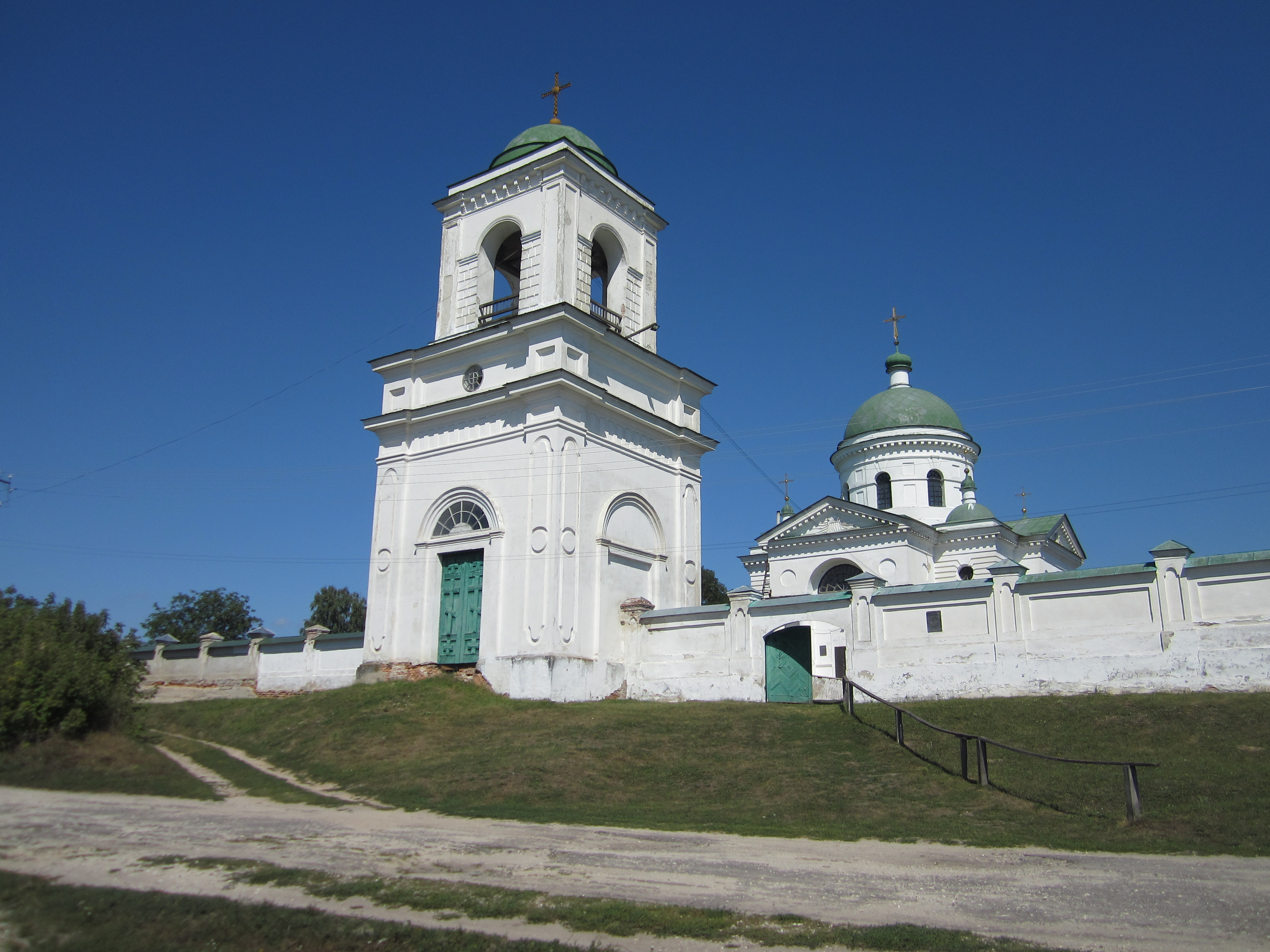
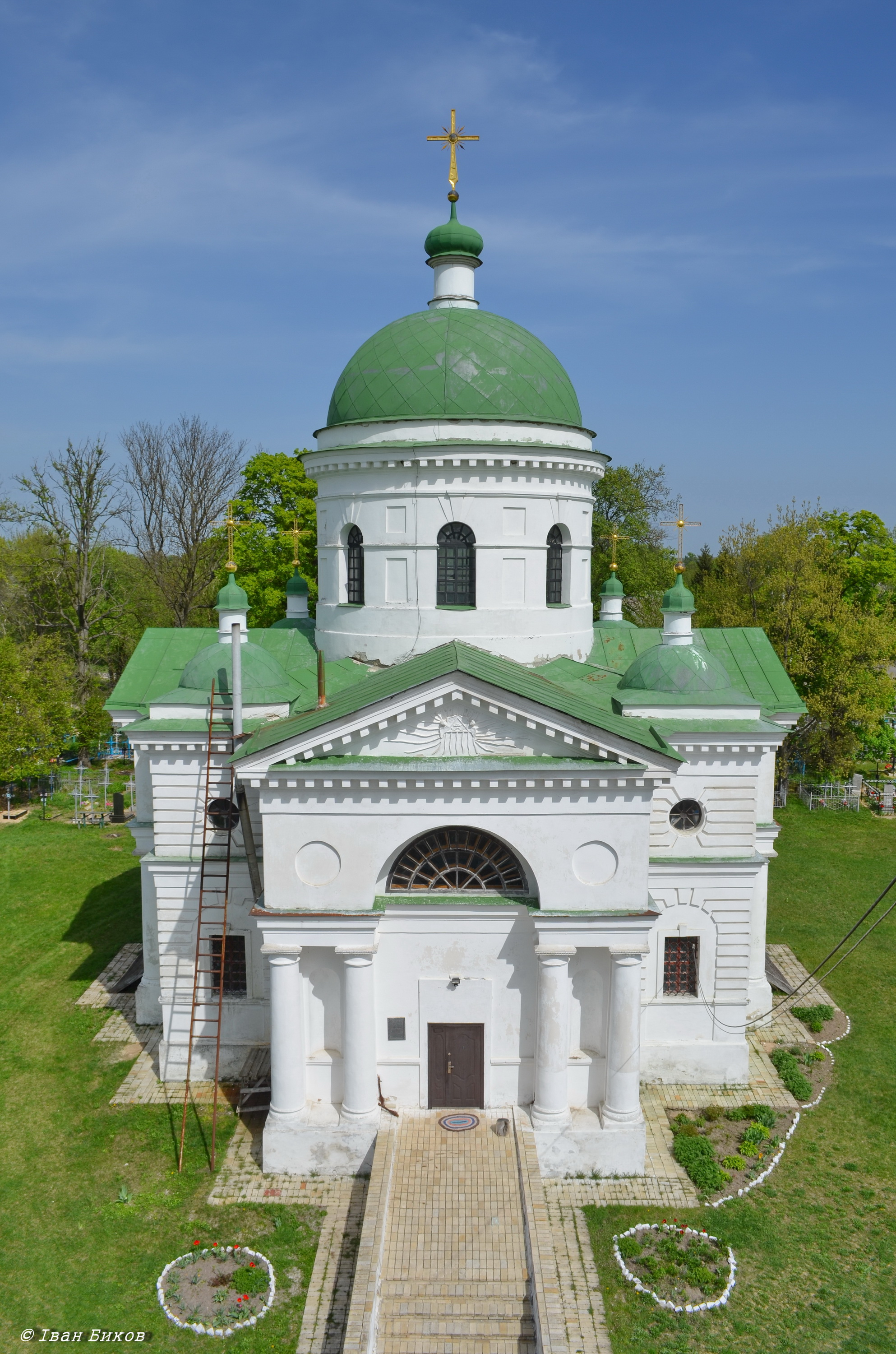
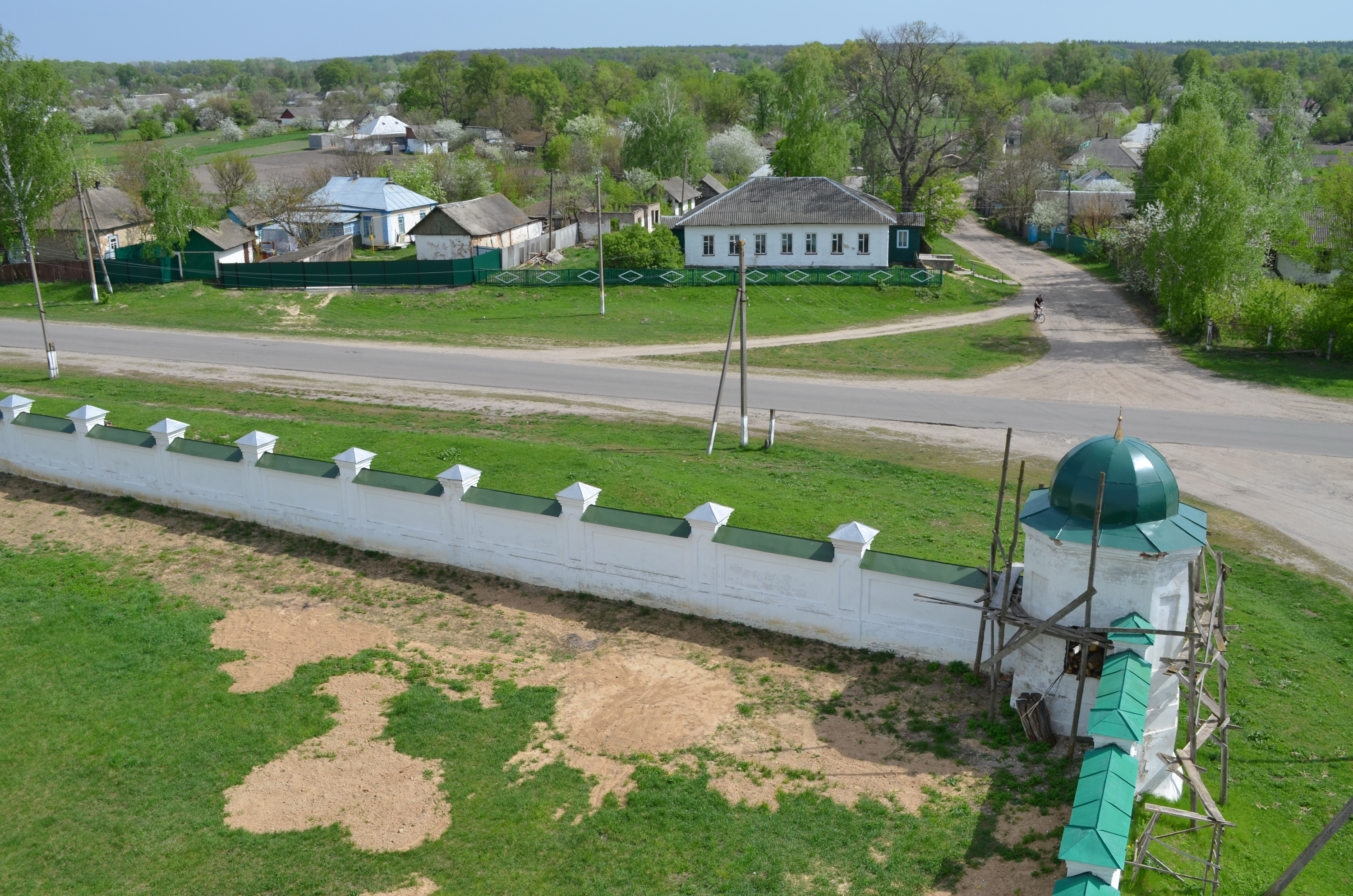